# John Smit
John William Smit (* 3. dubna 1978, Polokwane) je bývalý jihoafrický ragbista, co hrál jako mlynář a příležitostně jako pravý pilíř. V roce 2011 byl jmenován do Síně slávy světového ragby.
Za jihoafrickou reprezentaci odehrál 111 zápasů (z toho 83 zápasů jako kapitán) a připsal si 40 bodů. S JAR se stal jako kapitán mistrem světa v roce 2007. Také vyhrál v roce 2004 a 2009 Tri Nations. Jako druhý Jihoafričan odehrál za svou zemi minimálně 100 zápasů. Obdržel Řád Ikhamanga (jihoafrické civilní vyznamenání).

## Klubová kariéra
- 1998–2010 Natal Sharks
- 1999–2007 Sharks
- 2007–2008 ASM Clermont
- 2009–2011 Sharks
- 2011–2013 Saracens